# Blagoevo (distrikt i Razgrad)
Blagoevo (bulgariska: Благоево) är ett distrikt i Bulgarien.   Det ligger i kommunen Obsjtina Razgrad och regionen Razgrad, i den nordöstra delen av landet, 260 kilometer öster om huvudstaden Sofia.
Trakten runt Blagoevo består till största delen av jordbruksmark. Runt Blagoevo är det ganska glesbefolkat, med 34 invånare per kvadratkilometer.